# Klass A 1946/47
Die Saison 1946/47 war die erste Spielzeit der Klass A als höchste sowjetische Eishockeyspielklasse. Den sowjetischen Meistertitel sicherte sich erstmals der Dynamo Moskau.

## Modus
Die zwölf Mannschaften der Klass A wurden in drei Gruppen zu je vier Mannschaften aufgeteilt. In der Hauptrunde bestritten diese jeweils ein Spiel gegen jeden anderen Gruppengegner, so dass die Gesamtzahl der Spiele pro Mannschaft drei betrug. Der jeweilige Gruppensieger qualifizierte sich anschließend für die Finalrunde, in der der sowjetische Meister ausgespielt wurde, wobei jede Mannschaft in Hin- und Rückspiel auf die beiden anderen Mannschaften traf. Die vier punktbesten Mannschaften der Hauptrunde nach den Gruppensiegern spielten in je einem Spiel gegeneinander um den vierten Platz. Für die restlichen Mannschaften war die Spielzeit vorzeitig beendet. Für einen Sieg erhielt jede Mannschaft zwei Punkte, bei einem Unentschieden gab es einen Punkt und bei einer Niederlage null Punkte.

## Hauptrunde

### Gruppe A
|    | Klub                    | Sp | S | U | N | T  | GT | Punkte |
| -- | ----------------------- | -- | - | - | - | -- | -- | ------ |
| 1. | ZDKA Moskau             | 3  | 2 | 1 | 0 | 11 | 5  | 5      |
| 2. | WWS MWO Moskau          | 3  | 2 | 0 | 1 | 17 | 8  | 4      |
| 3. | Dom Ofizerow Swerdlowsk | 3  | 1 | 0 | 2 | 1  | 12 | 2      |
| 4. | Dom Ofizerow Leningrad  | 3  | 0 | 1 | 2 | 4  | 8  | 1      |

Sp = Spiele, S = Siege, U = unentschieden, N = Niederlagen, OTS = Overtime-Siege, OTN = Overtime-Niederlage, SOS = Penalty-Siege, SON = Penalty-Niederlage

### Gruppe B
|    | Klub             | Sp | S | U | N | T  | GT | Punkte |
| -- | ---------------- | -- | - | - | - | -- | -- | ------ |
| 1. | Spartak Moskau   | 3  | 3 | 0 | 0 | 19 | 8  | 6      |
| 2. | Dinamo Riga      | 3  | 2 | 0 | 1 | 13 | 9  | 4      |
| 3. | Dynamo Tallinn   | 3  | 0 | 1 | 2 | 6  | 14 | 1      |
| 4. | Dynamo Leningrad | 3  | 0 | 1 | 2 | 5  | 12 | 1      |

Sp = Spiele, S = Siege, U = unentschieden, N = Niederlagen, OTS = Overtime-Siege, OTN = Overtime-Niederlage, SOS = Penalty-Siege, SON = Penalty-Niederlage

### Gruppe C
|    | Klub               | Sp | S | U | N | T  | GT | Punkte |
| -- | ------------------ | -- | - | - | - | -- | -- | ------ |
| 1. | Dynamo Moskau      | 3  | 3 | 0 | 0 | 33 | 2  | 6      |
| 2. | Wodnik Archangelsk | 3  | 2 | 0 | 1 | 10 | 8  | 4      |
| 3. | Spartak Kaunas     | 3  | 1 | 0 | 2 | 13 | 6  | 2      |
| 4. | Spartak Uschhorod  | 3  | 0 | 0 | 3 | 4  | 44 | 0      |

Sp = Spiele, S = Siege, U = unentschieden, N = Niederlagen, OTS = Overtime-Siege, OTN = Overtime-Niederlage, SOS = Penalty-Siege, SON = Penalty-Niederlage

## Finalrunde
| Gruppe A | Klub           | Sp | S | U | N | T  | GT | Punkte |
| -------- | -------------- | -- | - | - | - | -- | -- | ------ |
| 1.       | Dynamo Moskau  | 4  | 2 | 0 | 2 | 10 | 6  | 4      |
| 2.       | ZDKA Moskau    | 4  | 2 | 0 | 2 | 5  | 6  | 4      |
| 3.       | Spartak Moskau | 4  | 2 | 0 | 2 | 4  | 7  | 4      |

Sp = Spiele, S = Siege, U = unentschieden, N = Niederlagen, OTS = Overtime-Siege, OTN = Overtime-Niederlage, SOS = Penalty-Siege, SON = Penalty-Niederlage

## Platzierungsrunde um Platz 4
| Gruppe B | Klub               | Sp | S | U | N | T  | GT | Punkte |
| -------- | ------------------ | -- | - | - | - | -- | -- | ------ |
| 1.       | Dinamo Riga        | 3  | 2 | 1 | 0 | 9  | 2  | 5      |
| 2.       | WWS MWO Moskau     | 3  | 2 | 1 | 0 | 16 | 5  | 5      |
| 3.       | Wodnik Archangelsk | 3  | 1 | 0 | 2 | 7  | 13 | 2      |
| 4.       | Spartak Kaunas     | 3  | 0 | 0 | 3 | 4  | 16 | 0      |

Sp = Spiele, S = Siege, U = unentschieden, N = Niederlagen, OTS = Overtime-Siege, OTN = Overtime-Niederlage, SOS = Penalty-Siege, SON = Penalty-Niederlage

## Beste Torschützen
| Spieler           | Mannschaft     | Tore |
| ----------------- | -------------- | ---- |
| Anatoli Tarassow  | WWS MWO Moskau | 14   |
| Zdenek Zigmund    | Spartak Moskau | 13   |
| Wsewolod Blinkow  | Dynamo Moskau  | 12   |
| Nikolai Postawnin | Dynamo Moskau  | 11   |
| Iwan Nowikow      | Spartak Moskau | 9    |

## Sowjetischer Meister
| Meister Dynamo Moskau | Torhüter: Michail Stepanow, Michail Uchmylow Verteidiger: Boris Botscharnikow, Wassili Komarow, Oleg Tolmatschow Angreifer: Wsewolod Blinkow, Michail Jakuschin, Nikolai Medwedew, Nikolai Postawnin, Sergei Solowjew, Wassili Trofimow, Arkadi Tschernyschow Cheftrainer: Arkadi Tschernyschow |